# Bradley James
Bradley James (Exeter, 11 de outubro de 1983) é um ator inglês. Ele é mais conhecido por seus papéis principais em Merlin, Damien e The Liberator.

## Primeiros anos
Filho de pai norte-americano e mãe inglesa, Bradley nasceu em Exeter na Inglaterra, sendo o segundo de três filhos - tem uma irmã mais velha e uma irmã mais nova. Segundo o próprio, teve uma infância "nómada'', tendo vivido em vários locais do Reino Unido. Quando tinha nove anos, mudou-se com sua família para Jacksonville nos Estados Unidos, onde viveu durante quatro anos. Durante seu tempo lá, estudou na Crown Point Elementary School e depois na Fletcher Middle School. Depois de regressar a Inglaterra, estudou na Madeley High School, em Madeley.
Bradley demonstrou interesse pelo desporto, em particular pelo futebol, e pela representação desde a infância e ingressou na escola de representação Drama Centre, em Londres, onde concluiu um curso de representação de três anos em 2007.

## Carreira

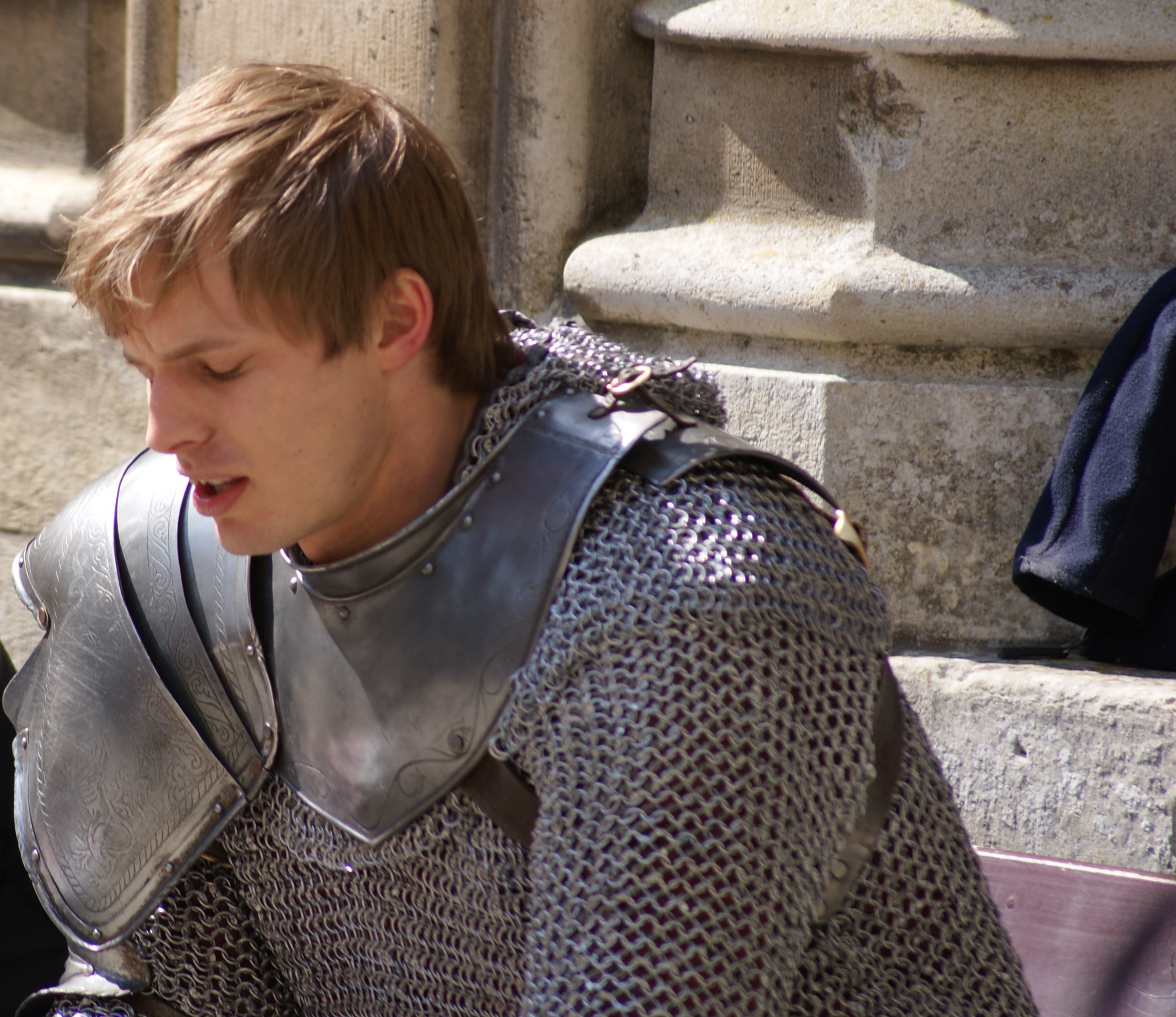
Bradley James em cena de Merlin, abril de 2010.

Bradley teve o seu primeiro papel num episódio da série Lewis em 2008. No mesmo ano teve um papel de destaque na comédia dramática Dis/Connected, transmitida pelo canal BBC Three.
O seu papel de maior destaque chegou no mesmo ano quando foi escolhido para interpretar o príncipe Arthur, que mais tarde se torna no lendário Rei Artur, na série de fantasia da BBC One, Merlin. A série teve um grande sucesso em todo o mundo e, na sua primeira temporada, tornou-se na primeira série britânica a ser transmitida por um canal generalista norte-americano (NBC) em horário nobre em mais de uma década. A série teve cinco temporadas e terminou em 2012.
Após o fim de Merlin, Bradley estreou-se no cinema com o filme Fast Girls, onde interpreta o papel do fisioterapeuta de uma equipa de atletismo feminina. Em 2014, participou no primeiro episódio da quarta temporada da série Homeland, onde interpretou o papel de um soldado descontente com as ações da protagonista.
Em 2015, interpretou o papel recorrente de Lowell Tracey, um dos namorados da protagonista Liv, na série iZombie.
Em 2016, protagonizou a série de terror Damien, uma sequela do filme The Omen transmitida pelo canal A&E. A série teve críticas bastante negativas e foi cancelada ao fim de apenas uma temporada.
No ano seguinte, Bradley interpretou um dos vilões, Varga, no filme Underworld: Blood Wars, o quinto do franchising Underworld. Ainda em 2017, participou na série de comédia Bounty Hunters, onde interpreta o papel dos gémeos antagonistas Webb Sherman e Keegan Sherman. A segunda temporada da série foi transmitida em 2019.
Em 2018 foi um dos protagonistas da segunda temporada da série Medici, no papel de Giuliano De Medici.
Em 2019, foi anunciado que seria o protagonista da minissérie The Liberator, distribuída pelo serviço de streaming, Netflix. Esta baseia-se no livro homónimo de Alex Kershaw e segue a história real de Felix Sparks, o comandante de um batalhão que travou algumas das batalhas mais sangrentas da Segunda Guerra Mundial. A minissérie foi escrita por Jeb Stuart e é a primeira a usar Trioscope, uma tecnologia híbrida que junta efeitos especiais de última geração ao desempenho real dos atores.

## Vida pessoal e filantropia
Bradley James é um fã ávido de futebol e é adepto do Arsenal. Já participou em vários jogos e torneios de futebol solidários, incluindo o Soccer Six e o United Sports Relief. O ator é ainda capitão de uma da equipas que joga todos os anos no torneio de críquete Davey Holmes Cricket Cup, que apoia o Royal National Orthopaedic Hospital. Bradley também já organizou eventos para angariação de fundos para a Redemption Paws, uma instituição que apoia animais e para o Serviço Nacional de Saúde do Reino Unido.
Bradley divide o seu tempo entre Londres e Los Angeles. Nos tempos livres, criou e gere um campeonato de Futebol Fantasia com os amigos. Este deu origem a um podcast chamado Are You Having a Draft, que o próprio apresenta.

## Filmografia

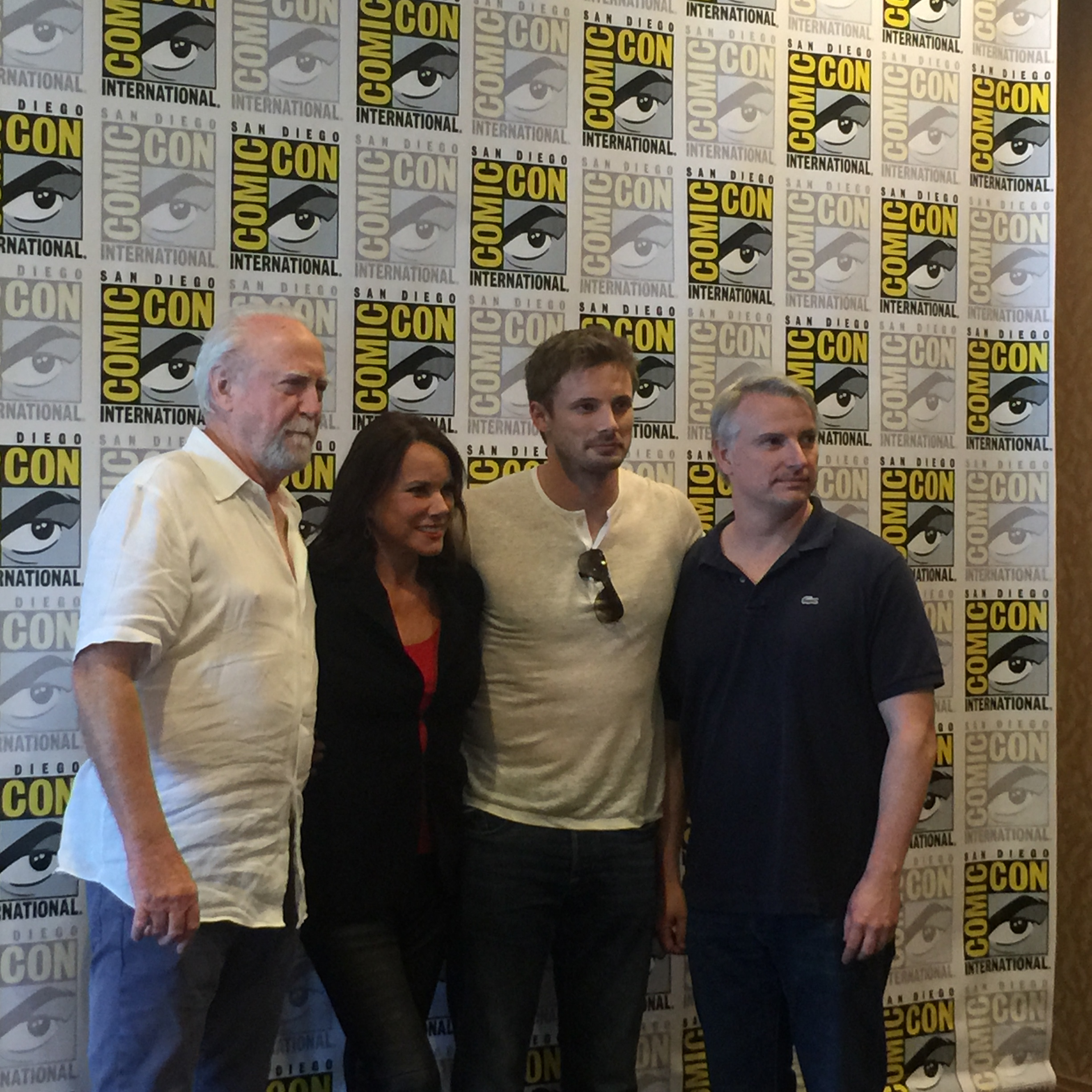
Bradley James com o elenco e criador da série Damien.

| Cinema | Cinema                 | Cinema     | Cinema         |
| Ano    | Título                 | Personagem | Nota           |
| ------ | ---------------------- | ---------- | -------------- |
| 2019   | Kurier                 | Tom Dunbar | [ 16 ]         |
| 2016   | Underworld: Blood Wars | Varga      | [ 17 ]         |
| 2012   | Fast Girls             | Carl       | [ 18 ]         |
| 2009   | Portobello 196         | Jude       | Curta-metragem |
| 2008   | Dis/Connected          | Ben        | Telefilme      |

| Televisão       | Televisão                  | Televisão                     | Televisão                              |
| Ano             | Título                     | Personagem                    | Nota                                   |
| --------------- | -------------------------- | ----------------------------- | -------------------------------------- |
| 2020            | The Liberator              | Felix Sparks                  | Protagonista                           |
| 2018            | Medici: The Magnificent    | Giuliano De Medici            | Elenco principal                       |
| 2017 - presente | Bounty Hunters             | Webb Sherman e Keegan Sherman | Elenco principal                       |
| 2016            | Damien                     | Damien Thorn                  | Elenco principal                       |
| 2015            | iZombie                    | Lowell Tracey                 | Elenco recorrente, Temporada 1         |
| 2014            | Homeland                   | J.G. Edgars                   | Temporada 4, Episódio 1                |
| 2009            | The Real Merlin and Arthur | Ele mesmo                     | Documentário para TV, com Colin Morgan |
| 2009            | Merlin: Secrets and Magic  | Ele mesmo                     | Documentário para TV, 14 episódios     |
| 2008–2012       | Merlin                     | Arthur Pendragon              | Elenco principal                       |
| 2008            | Lewis                      | Jack Roth                     | Temporada 2, Episódio 2                |

| Websérie/Podcasts | Websérie/Podcasts              | Websérie/Podcasts | Websérie/Podcasts              |
| Ano               | Título                         | Personagem        | Nota                           |
| ----------------- | ------------------------------ | ----------------- | ------------------------------ |
| 2019 - presente   | Are You Having a Draft?        | Apresentador      | Podcast sobre Futebol Fantasia |
| 2010              | Colin & Bradley's Merlin Quest | Ele mesmo         | Curta, 13 webisódios           |